# 祖鴻勳
祖鸿勋，范阳郡遒县（今河北省保定市涞水县）人，南北朝时期东魏文学家，北魏雁门郡、咸阳郡太守祖慎的儿子。
祖鸿勋弱冠之年便与同郡的卢文符一同担任州主簿。临淮王元彧赏识他的文学才华，经其推荐，祖鸿勋被任命为奉朝请。尽管是因元彧的推举才得以任用，祖鸿勋却没有表达感谢，有人问起此事，他答道：“为国家举荐有才能的人，是临淮王的职责，我祖鸿勋有什么可感谢的呢？” 元彧听闻后，高兴地说：“我得到了合适的人才啊。” 葛荣率军南进时，祖鸿勋以防河别将的身份前往滑台驻守。528年，元罗担任东道大使，祖鸿勋与封隆之、邢邵、李浑、李象等人一同担任副使。他被任命为东济北郡太守，以要为父亲治病为由，没有赴任。后来经城阳王元徽推荐，担任司徒法曹参军事，前往洛阳。元徽问他：“听说临淮王推举你时，你都没去登门拜访，如今为什么来了呢？” 祖鸿勋回答：“我现在是来赴任的，并非来感谢恩德。” 之后转任廷尉正。后来，祖鸿勋辞官回到故乡。这一时期他写给阳休之的书信流传到了后世。南朝梁使者到访东魏时，祖鸿勋奉皇命负责接待。被高欢征召到并州时，他撰写了《晋祠记》，一些好事者却篡改其文句来取乐。祖鸿勋的最高官职是高阳郡太守。他为官期间始终保持清贫，让妻子儿女也过着粗茶淡饭的生活。北齐天保初年，他在任上去世。